# Saint John’s Cavalier

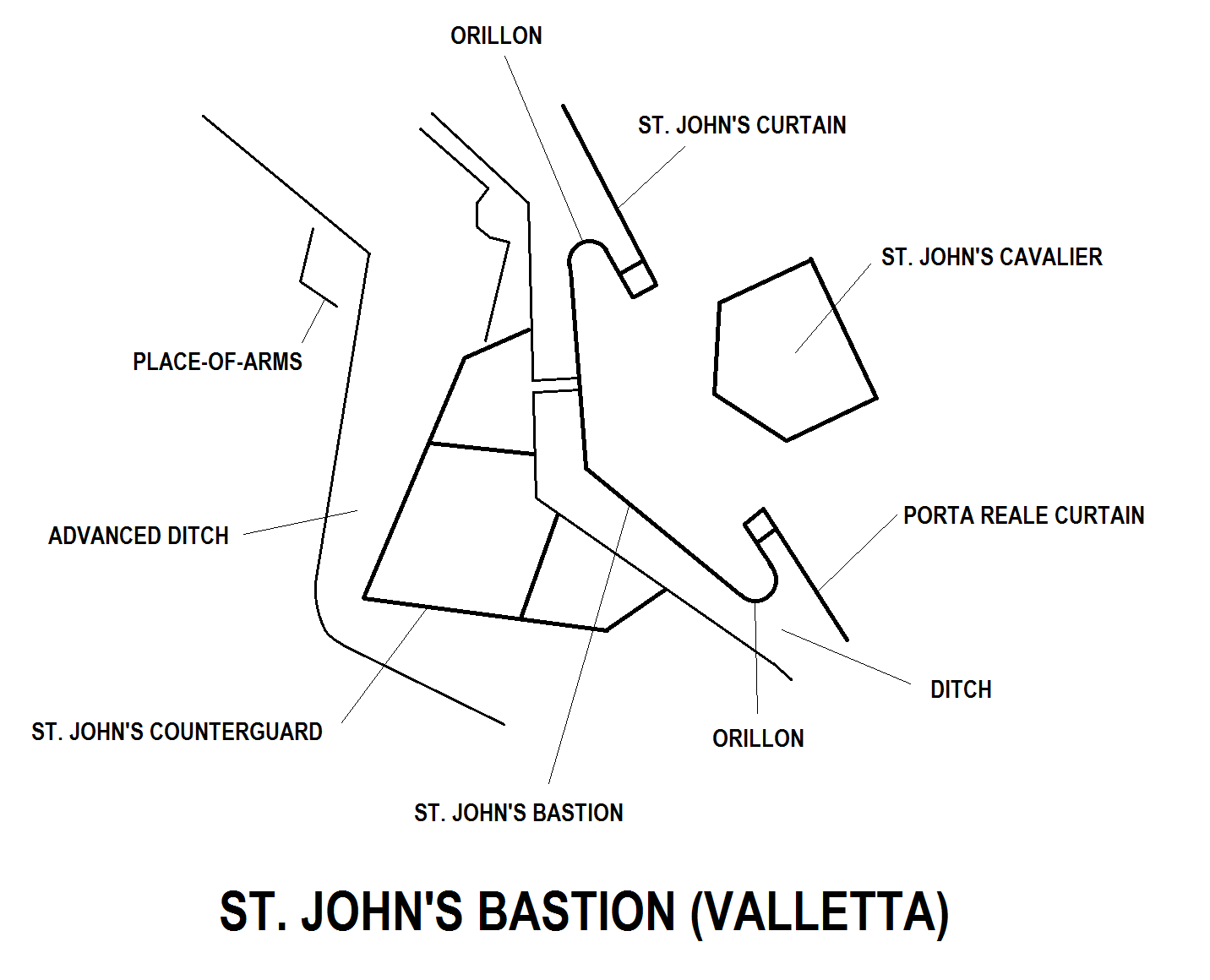
Mapa St. John's Bastion z jego nadszańcem (cavalier) i przeciwstrażą (counterguard)

Saint John's Cavalier (malt. Kavallier ta' San Ġwann, pol. Nadszaniec św. Jana) – XVI-wieczny nadszaniec w Valletcie na Malcie, zbudowany przez Zakon Joannitów. Góruje on nad St. John's Bastion, dużym rozwartokątnym bastionem, tworzącym część Valletta Land Front. St. John był jednym z dziewięciu planowanych nadszańców w mieście, chociaż w sumie jedynie dwa zostały zbudowane, ten drugi to bliźniaczy Saint James Cavalier. Został zaprojektowany przez włoskiego inżyniera wojskowego Francesco Laparelliego, budowa była nadzorowana przez jego maltańskiego asystenta Girolamo Cassara.
Budowla ulokowana jest blisko City Gate Arcade i Hastings Gardens. Dzisiaj w nadszańcu znajduje się ambasada Suwerennego Rycerskiego Zakonu Szpitalników Świętego Jana, z Jerozolimy, z Rodos i z Malty, sukcesora Zakonu, który go zbudował.

## Historia
W następstwie Wielkiego Oblężenia Malty w roku 1565, podczas którego Imperium Osmańskie próbowało bez skutku zdobyć Maltę, Zakon Szpitalników św. Jana postanowił na stałe osiąść na wyspie. Zdecydował on zbudować nowe ufortyfikowane miasto, jako swoją nową stolicę, i nazwał ją Valletta od imienia Wielkiego Mistrza Jeana de Valette. Aby to wykonać, de Valette poprosił różnych europejskich władców o pomoc finansową. Papież Pius V nie tylko pomógł mu finansowo, lecz wysłał również na Maltę włoskiego inżyniera wojskowego Francesco Laparelliego, z zadaniem zaprojektowania fortyfikacji nowej stolicy. Jej budowę rozpoczęto w marcu 1566 roku, i prace były kontynuowane przez całą siódmą dekadę XVI wieku. W następstwie wyjazdu Laparelliego z Malty oraz jego niespodziewanej śmierci, budowę miasta powierzono maltańskiemu asystentowi Włocha, architektowi i inżynierowi wojskowemu Girolamo Cassarowi.
St. John's Cavalier był jedną z pierwszych konstrukcji zbudowanych w Valletcie, równocześnie z kościołem Our Lady of Victories i resztą fortyfikacji. Nadszaniec został zbudowany jako podniesiona platforma, na której umieszczono działa broniące miasta przed atakami od strony lądu, z terenu, na którym później zbudowano miasto Floriana. Na równi z obroną wejścia do miasta, St. John's Cavalier mógł razić ogniem tych, którzy już przełamali system obronny. Nadszaniec był połączony z Saint James Cavalier przez, zablokowany teraz, podziemny korytarz.
W roku 1646 Wielki Mistrz Juan de Lascaris dobudował na boku cavalier kilka magazynów do przechowywania prochu strzelniczego i muszkietów. Magazyny zostały zburzone w latach 50. XX wieku, a pamiątkowa tablica, znajdująca się na ich fasadzie, umieszczona jest teraz na ścianie nadszańca.
Podczas II wojny światowej budowla była używana przez armię brytyjską.

### Ambasada

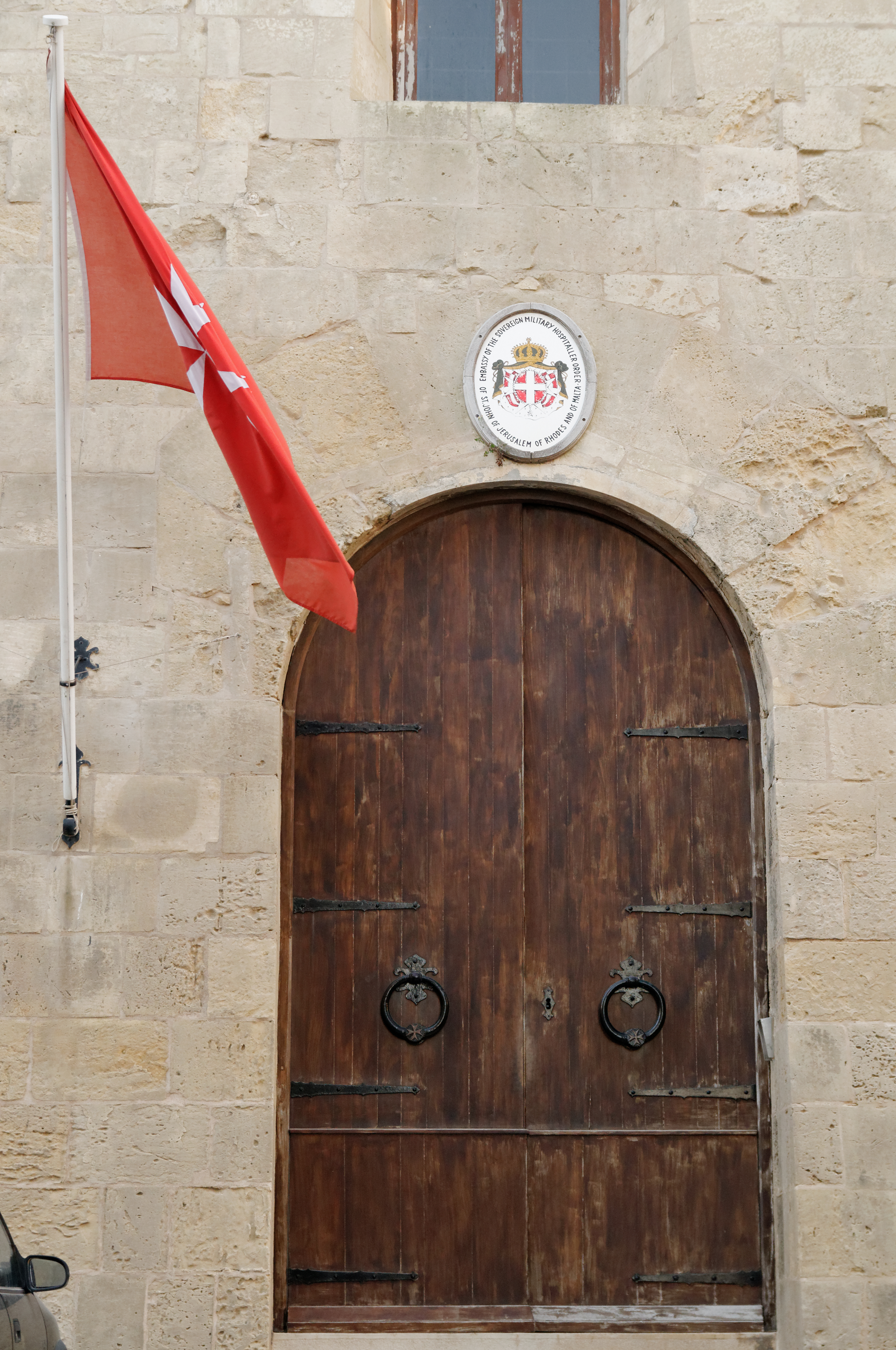
W kawalierze mieści się ambasada Suwerennego Rycerskiego Zakonu Maltańskiego

W roku 1967 rząd Malty oddał budynek w leasing na 99 lat Suwerennemu Rycerskiemu Zakonowi Maltańskiemu, sukcesorowi Zakonu Szpitalników św. Jana. Zakon umieścił w nim swoją ambasadę. Budynek został odnowiony pod nadzorem ambasadora Dino Marrajeni oraz maltańskiego inżyniera Rogera de Giorgio, eksperta od renowacji budynków historycznych. Prace zakończono w ciągu dwóch lat, i mimo wykonania nowoczesnych przeróbek, położono duży nacisk na zachowanie wszystkich oryginalnych elementów budynku. Na dachu kawaliery, jako rezydencję szefa misji, zbudowano dyskretny penthaus, z którego doskonale widać miasto i okolicę.
Aktualnie urząd ambasadora piastuje Jego Ekscelencja inż. Umberto Di Capua.
St. John's Cavalier zaliczony jest do zabytków narodowych klasy 1, jest też ujęty na liście National Inventory of the Cultural Property of the Maltese Islands pod nr. 1574.

## Architektura budynku
St. John's Cavalier jest olbrzymią platformą artyleryjską z kazamatami, zbudowaną na planie pięciokąta. Przy projektowaniu budowli nie brano pod uwagę względów estetycznych, koncentrując się jedynie na przydatności wojskowej. Pomimo wrażenia wielkości, uzyskiwanego przez zewnętrzny wygląd budynku, połowa konstrukcji wypełniona była ubitą ziemią, a reszta składała się z szeregu rzadkich pomieszczeń oraz rampy, po której wtaczano działa na platformę szczytową.
Nadszaniec zajmuje tylną część St. John's Bastion, i miał być w stanie oddawać strzały ponad jego parapetem, nie ingerując w ogień artyleryjski z bastionu. Na tarasie budowli znajduje się magazyn prochu.
Pewna liczba pomieszczeń magazynowych została w XVII wieku dobudowana do konstrukcji. Zostały one zburzone w latach 1950..

## Do poczytania
- Stephen C. Spiteri: Armoury of the Knights. Midsea Books, 2003, s. 88. ISBN 99932-39-33-X. (ang.).